# Sam Bowie
Samuel Paul Bowie (ur. 17 marca 1961 w Lebanon) – amerykański koszykarz występujący na pozycji środkowego. W latach 1984–1995 rozegrał 10 sezonów w lidze NBA, występując w Portland Trail Blazers, New Jersey Nets i  Los Angeles Lakers. Prawdopodobnie najlepiej kojarzony jako gracz, który w drafcie do NBA (1984) został wybrany przed Michaelem Jordanem.
W 1979 wystąpił w meczu gwiazd amerykańskich szkół średnich - McDonald’s All-American.

## Kariera uniwersytecka
Podczas studiów (lata akademickie 1979/80-83/84) występował w drużynie Kentucky Wildcats, będąc jednym z najlepszych zawodników w jej historii, choć jego karierę przerwała na dwa sezony (1981/82 i 1982/83) poważna kontuzja.
W pierwszym sezonie (1979/80) uzyskał w 34 występach średnie 12,9 punktu, 8,1 zbiórki i 2,15 bloku na mecz. Kentucky Wildcats (29 zwycięstw i 6 porażek) osiągnęli krajowe finały, plasując się w czołowej 16-ce. Wcześniej Bowie został wybrany do pierwszej piątki turnieju finałowego Southeastern Conference (SEC).
W kolejnym sezonie zagrał w 28 meczach, kończąc go ze średnimi 17,4 punktu, 9,1 zbiórki i 2,86 bloku. Jego drużyna (wynik 22-6) odpadła z turnieju krajowego już po pierwszym meczu. Został wybrany do drugiej krajowej drużyny sezonu.
Podczas jednego z ostatnich meczów drugiego roku (21 lutego 1981), w którym ustanowił do dziś niepobity rekord uczelni w liczbie bloków (9), doznał – jak się okazało po zakończeniu rozgrywek – przewlekłego złamania lewej kości piszczelowej. Leczenie urazu trwało ponad dwa lata.
Powrócił na boisko 26 listopada 1983 roku. W ostatnim sezonie dla Kentucky (1983/84) rozegrał wszystkie 34 mecze, uzyskując średnio 10,5 punktu, 9,2 zbiórki oraz 1,91 bloku. „Żbiki” (29-5) awansowały do Final Four, gdzie uległy w półfinale Georgetown University. Wybrano go do drugiej krajowej drużyny sezonu oraz do pierwszej piątki finału regionalnego turnieju krajowego NCAA.
Podczas trzech sezonów z Kentucky uzyskał 218 bloków, co było wówczas drugim wynikiem w historii uczelni. Do roku 2012 posiadał najwyższą średnią liczbę bloków na mecz (2,27), którą poprawił Anthony Davis (4,65).
Jest członkiem University of Kentucky Athletics Hall of Fame. Numer 31, z jakim występował na boisku, został przez Kentucky zastrzeżony.

## Kariera zawodowa
W 1984 roku podczas draftu NBA został wybrany jako drugi w kolejności przez Portland Trail Blazers, wyprzedzając trzeciego na liście Michaela Jordana, którego pozyskali Chicago Bulls, piątego Charlesa Barkleya (Philadelphia 76ers) oraz szesnastego Johna Stocktona (Utah Jazz), trzech członków legendarnego Dream Teamu. Decyzję tę uznaje się często za jeden z największych błędów kadrowych w historii NBA.
W 2012 roku Bowie przyznał, że podczas badań przed draftem zataił przed lekarzami informację o chronicznych bólach, jakie odczuwał w nogach. Tłumaczył, że chciał za wszelką cenę dostać się do ligi i wspomóc finansowo rodzinę. Nieświadome kłopotów zawodnika kierownictwo Trail Blazers, którzy mieli już w składzie nabytego rok wcześniej Clyde'a Drexlera i potrzebowali dobrego środkowego, postawiło na Bowiego (wybrany jako pierwszy Hakeem Olajuwon już nie był dostępny), a nie na grającego na podobnej pozycji co Drexler Jordana.
Jak się okazało, stan zdrowia środkowego miał ogromny wpływ na jego karierę, która nie potoczyła się tak, jak sugerowała to jego gra w NCAA. Podczas 11 lat w NBA kilkakrotnie doznawał złamań obu nóg oraz innych pomniejszych kontuzji. W pierwszych 5 sezonach z Trail Blazers opuścił 65% meczów zespołu, w tym cały sezon 1987/88. W 1989 odszedł do New Jersey Nets, gdzie spędził 4 sezony. Dwa ostatnie lata kariery spędził w Los Angeles Lakers, gdzie znów prześladowały go kontuzje. W sumie podczas gry w NBA opuścił niemal połowę (405 z 945) meczów rozegranych przez jego drużyny (w tym 14 z 43 w play-offach).
Urazy i przerwy w grze spowodowały, że nie odniósł spektakularnych sukcesów w NBA. Rozegrał 511 meczów w sezonach regularnych, zdobywając w nich średnio 10,9 punktu, oraz mając 7,5 zbiórki i 1,8 bloku. W 29 występach w play-offach zdobywał średnio 5,7 punktu, oraz miał 5,5 zbiórki i 1,4 bloku. Żadna z jego ekip nie potrafiła przebrnąć przez półfinał konferencji. Po sezonie 1984/85 został wybrany do pierwszego zespołu debiutantów ligi (76 meczów, 10,0 pkt., 8,6 zb., 2,7 bl.).
W 1995 roku, gdy już podjął decyzję o zaprzestaniu grania, próbowali zakontraktować go późniejsi mistrzowie NBA, Chicago Bulls. Mimo namów Phila Jacksona oraz przedsezonowych treningów z Michaelem Jordanem, Bowie nie zdecydował się na kontynuowanie kariery.